# 東政勝
東 政勝（ひがし まさかつ）は、戦国時代から安土桃山時代にかけての武将。中務。

## 生涯
東政重の子として誕生。
弘治2年（1556年）に東氏の家督を継ぐ。永禄10年（1567年）に櫛引氏と共に八戸政栄の根城を攻める。一時的に占領したがその後撃退され、八戸氏家臣の作田相模守を通じて八戸氏に謝罪した。元亀2年（1571年）に政栄が櫛引氏を攻めた際には後詰として櫛引方に付くが、またも敗れる。
南部晴政と信直の諍いでは晴政を支持。信直支持派の北氏を、晴政や八戸氏・四戸氏らと共に攻撃した。この争いは信直が田子に退き終結している。天正10年（1582年）、晴政が没し、子の晴継も急死した為、南部氏一族が集まり後継者会議が開かれた。政勝らは晴政の娘婿の九戸実親を支持するが、信直派の北信愛の工作によって信直が南部氏の当主となった。一貫して反信直派であった政勝だが、信直が南部氏当主となった為に時勢を読み、信直派に転向した。一説には天正9年（1581年）頃に信直派に内通して、信直と共に晴政父子を謀殺したともいう。